# Moni Mark
Moni Mark je belgijska pevačica najpoznatija po tome što je godine 1956. predstavljala Belgiju na Evroviziji 1956. sa pesmom Le plus beau jour de ma vie (Najlepši dan u mom životu) koju je napisao Dejvid Bi, a komponirao Klod Aliks. Dirigent za ovu pesmu na Evrosongu bio je Leo Souris. Ovo je bila druga pesma iz Belgije na Evrosongu 1956. a i uopšte na Evrosongu (prva je bila Messieurs les noyés de la Seine pevača Fud Leklera ). Rezultat pesme Moni Mark nikad nije objavljen, s obzirom da je na tom takmičenu samo objavljeno ime pobednice Lis Asije.

## Spoljašnje veze
- Moni Mark на веб-сајту  (језик: енглески)